# Centrifugaalregelaar

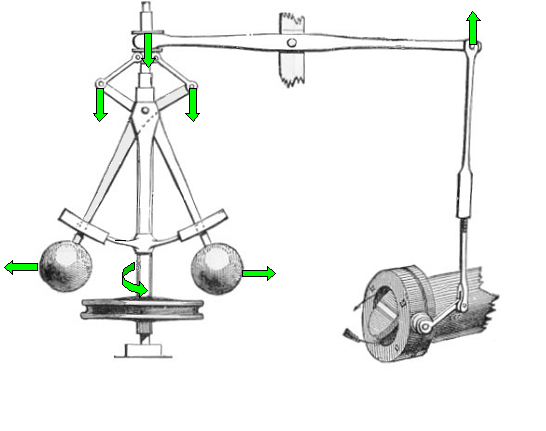
Centrifugaalregelaar
De pijltjes geven aan wat er gebeurt als de snelheid hoger wordt.

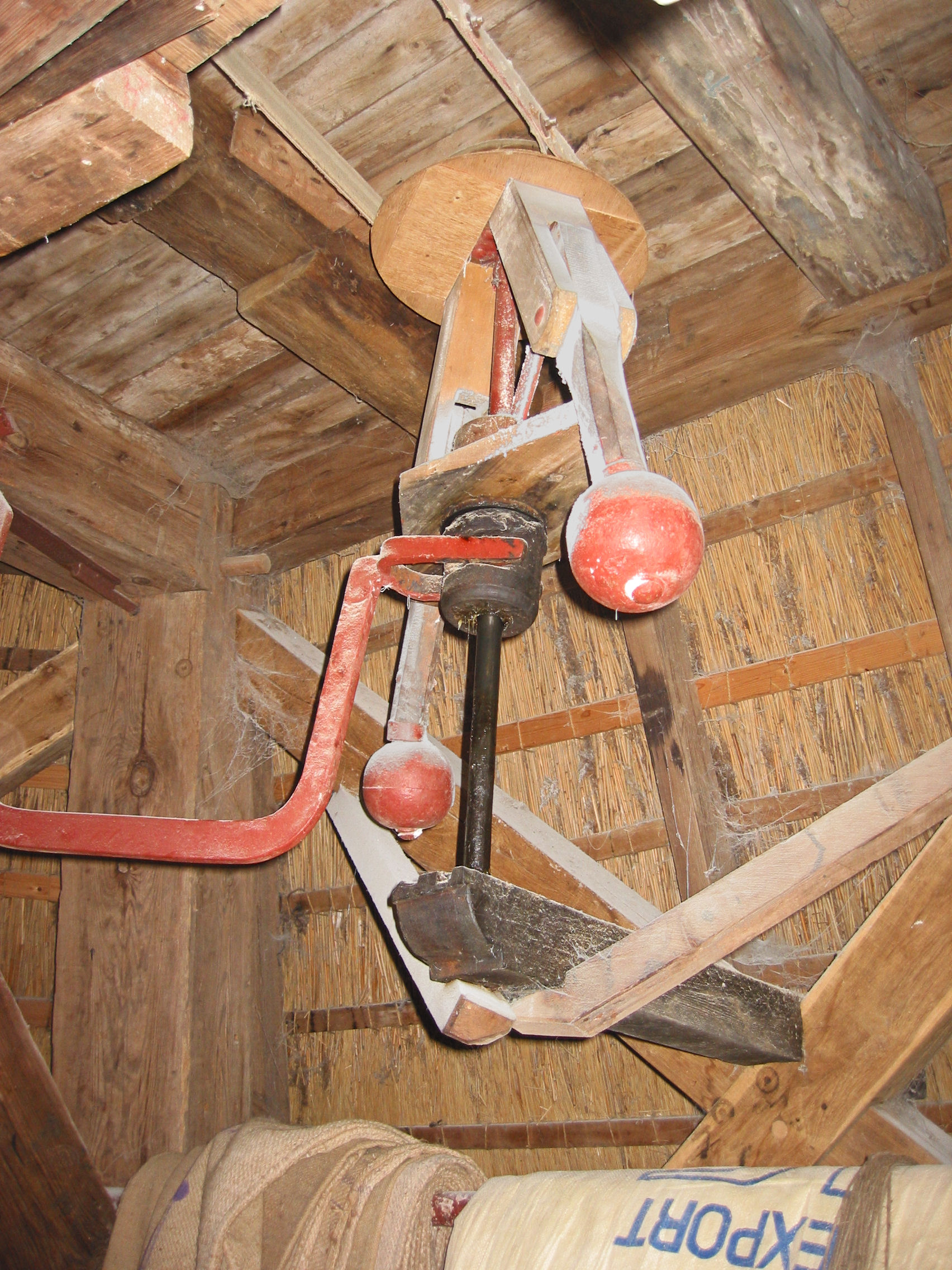
Regulateur van de Walderveense molen

Een centrifugaalregelaar is een apparaat dat de snelheid van een machine regelt, of bij een korenmolen de afstand tussen de twee maalstenen van een maalkoppel.
Als een voorwerp ronddraait dan zal het door de traagheid of middelpuntvliedende kracht naar buiten worden geduwd. Dit veroorzaakt een kracht waarmee een regelaar wordt bediend. De regelaar op de afbeelding heeft twee gewichten die aan armen hangen. De zwaartekracht wordt gebruikt als kracht om bij een verminderd toerental de gewichten weer terug te laten bewegen en dit type regelaar kan dan ook uitsluitend verticaal worden gemonteerd. Wanneer tussen de gewichten een trekveer wordt aangebracht, ontstaat een regelaar die ook in andere posities bruikbaar is.
Door de constructie zodanig uit te voeren dat bij een toenemende snelheid de regelaar, die de snelheid van de machine regelt, wordt "geknepen" (sluit) wordt een regelsysteem verkregen.
De eerste centrifugaalregelaar is door Leonardo da Vinci ontworpen en werd vanaf de 17e eeuw in windmolens toegepast. James Watt paste hem in 1788 toe in de stoommachine. Deze uitvinding is de medeveroorzaker van de industriële revolutie.
De centrifugaalkoppeling en de centrifugaalschakelaar werken op dezelfde manier als de centrifugaalregelaar.

## Trivia
- De centrifugaalregelaar wordt vaak gebruikt als voorbeeld om aan te geven hoe een terugkoppeling of feedback in een dynamisch systeem werkt. De centrifugaalregelaar is een voorbeeld van een negatieve terugkoppeling.